# Keith Godchaux
Keith Godchaux (* 19. Juli 1948 in Concord, Kalifornien; † 21. Juli 1980 in Marin County, Kalifornien) war ein US-amerikanischer Musiker, 1971 bis 1979 Pianist und Keyboarder bei den Grateful Dead.

## Biografie
Godchaux wuchs in San Francisco auf. Als Kind hatte er fünf Jahre klassischen Klavierunterricht, bevor er sich als Teenager für Country, Rock und Jazz zu interessieren begann.
1971 boten Godchaux und seine Frau Donna ihre Dienste den Grateful Dead an, die gerade auf der Suche nach einem zweiten Keyboarder waren, der den kranken Ron McKernan verstärken konnte. Godchaux’ erstes Konzert mit den Dead war am 19. Oktober 1971, seine Frau folgte am 25. März 1972. Mit seinem vom Jazz beeinflussten Pianostil brachte Godchaux neue Klangfarben in die Band, die in den kommenden Jahren ihren Improvisationsstil perfektionierte. Auch nach dem Tod von Pigpen hielt sich Godchaux meist ans reine Klavierspiel, was viele Fans den typischen Orgelsound der frühen Jahre vermissen ließ. Godchaux’ vielseitigste Keyboard-Arbeit ist auf dem Studioalbum From The Mars Hotel zu hören. Als Komponist steuerte er mit Let Me Sing Your Blues Away nur einen Song zum Grateful-Dead-Repertoire bei. Es ist das einzige Stück, bei dem er auch den Leadgesang übernahm.
1975 veröffentlichte Godchaux mit seiner Frau als Keith and Donna Band das enttäuschende Album Keith And Donna. 1977/78 waren beide Godchaux’ Mitglied in der Jerry-García-Band, an deren Album Cats Under The Stars sie maßgeblich beteiligt waren.
Wegen zunehmender innerer Differenzen bei den Grateful Dead verließen die Godchaux’ Anfang 1979 die Band. Im selben Jahr stiegen sie bei The Ghosts ein und spielten in lokalen Clubs. The Ghosts gingen durch mehrere personelle Veränderungen und wurden Mitte 1980 zur Heart of Gold Band (benannt nach einer Textzeile aus dem Grateful-Dead-Song Scarlet Begonias). Godchaux spielte allerdings nur ein einziges Konzert mit der Heart of Gold Band – er kam wenige Tage danach, am 21. Juli 1980, bei einem Autounfall ums Leben. Eine Zusammenstellung von Live- und Studioaufnahmen unterschiedlicher Qualität wurde später auf Platte veröffentlicht.
Godchaux hatte mit seiner Frau Donna Jean Godchaux einen gemeinsamen Sohn, Zion Rock Godchaux.

## Diskografie
Grateful Dead Alben mit Keith & Donna Godchaux:
- Europe ’72 (1972)
- Wake of the Flood (1973)
- From the Mars Hotel (1974)
- Blues for Allah (1976)
- Steal Your Face (1976)
- Terrapin Station (1977)
- Shakedown Street (1978)

Dazu mehrere Veröffentlichungen von Livemitschnitten
Nebenprojekte:
- Keith & Donna (1975)
- Double Dose (Heart Of Gold Band, 1984/1989)

| Personendaten    | Personendaten                                                       |
| ---------------- | ------------------------------------------------------------------- |
| NAME             | Godchaux, Keith                                                     |
| KURZBESCHREIBUNG | US-amerikanischer Musiker, Teilzeitkeyboarder bei den Grateful Dead |
| GEBURTSDATUM     | 19. Juli 1948                                                       |
| GEBURTSORT       | Concord, Kalifornien                                                |
| STERBEDATUM      | 21. Juli 1980                                                       |
| STERBEORT        | Marin County, Kalifornien                                           |